# Caronno Pertusella
Caronno Pertusella – miejscowość i gmina we Włoszech, w regionie Lombardia, w prowincji Varese.
Według danych na rok 2004 gminę zamieszkiwało 12 055 osób, 1506,9 os./km².